# 小行星5066
小行星5066（5066 Garradd）是一颗绕太阳运转的小行星，为火星轨道穿越小行星。该小行星于1990年6月22日发现。

## 轨道参数
小行星5066的轨道半长轴为1.9361865 UA，离心率为0.154。